# Santi Cornelio e Cipriano
Die Kirche Santi Cornelio e Cipriano, auch San Cipriano genannt, war eine Kirche in Metamaucum, unweit des heutigen Malamocco. Sie war den beiden Märtyrern des 3. Jahrhunderts geweiht, die aus Karthago und Rom stammten. Das von Benediktinern gegründete Gotteshaus wurde nach einer Naturkatastrophe im Jahr 1111 aufgegeben. Die Stadt wurde auf die andere Seite des Lido verlagert (eine der Sandbänke, die die Lagune von Venedig von der Adria trennen), und zwar auf die Westseite, auf die Seite, die der Lagune zugewandt war. Die Kirche wurde hingegen auf die Insel Murano transferiert, wo sie fortan nur noch Cyprian von Karthago geweiht war. Von der Kirche im aufgegebenen Metamaucum gibt es keinerlei Spuren mehr, sie ist nur in Dokumenten belegt.

## Geschichte
Nach Gian Giacomo Caroldos Geschichtswerk Historie venete dal principio della città fino all’anno 1382 wurde die Kirche im Jahr 881 von Piero Particiaco gegründet, dem Bruder und Mitdogen des Giovanni II. Particiaco. Dies geschah, wie die spätere Überlieferung wusste, an einem Ort namens la Vigna, und nicht durch den Mitdogen, sondern dessen Bruder, den Dogen. Dies dürfte eine erhebliche Prestigesteigerung dargestellt haben. 
1098, als die Kirche als Donation an die Abtei San Benedetto in Polirone vergeben wurde – dies war nur möglich, weil sie von der Markuskirche abhängig war, die wiederum im Dogenbesitz war –, sollte dort ein Konvent entstehen. Um diesen hinreichend materiell auszustatten, erhielt der Konvent Ländereien um Conche, unweit von Chioggia, sowie in Carpenedo. Dafür sollte der Patriarch von Grado jährlich eine libra Öl erhalten. Die Güter bei Conche wurden dem Konvent 1105 durch eine Vitta vermacht, die Witwe eines Domenico Orseolo. Andere, die Corner nicht namentlich nennt, übertrugen dem Konvent Güter im Gebiet von Treviso und Häuser in Venedig selbst. 
Doch um 1106 zerstörte ein schweres Seebeben Malamocco und die umliegenden Dörfer. Der Doge Ordelaffo Falier gestattete gemeinsam mit dem Patriarchen von Grado, Giovanni Gradenigo (1105–1108), den Umzug an einen Ort innerhalb des Dogats. 1109 entschied man sich für Land, das von einem gewissen Pietro Gradenigo aus der Gemeinde San Salvador an das Kloster verschenkt wurde. Auf seinem Grund befand sich neben einem Weingut eine cabana, ein Haus und eine Anlegestelle für Fischer. Diese Schenkung hatte zur Bedingung, dass die Mönche dort ein Kloster errichteten. Zwei Jahre später konnten die Mönche nach Murano umziehen. Als der Schenker starb, verpflichteten sich die Mönche, alljährlich am 27. Juli des Gradenigo zu gedenken.
Sinibaldo, der Bischof von Padua, stellte 1112 die Klostergüter von Conche vom Kirchenzehnten frei. Dafür sollte dort eine Taufkirche errichtet werden. Auch erhielt das Kloster weitere Güter bei Vicenza.